# Louis Ier de Bourbon-Condé
Pour les articles homonymes, voir Louis Ier et Louis de Bourbon.
Louis Ier de Bourbon, prince de Condé, duc d'Enghien (Vendôme, 7 mai 1530 – Jarnac, 13 mars 1569), est un prince du sang de la maison de Bourbon et le principal chef protestant pendant les trois premières guerres de Religion. Il meurt assassiné sur le champ de la bataille de Jarnac.
Il est le fondateur de la maison de Condé.

## Biographie
Il naît au château de Vendôme le 7 mai 1530. Fils cadet de Charles IV de Bourbon duc de  Vendôme et de Françoise d'Alençon, il est le douzième enfant et le dixième enfant survivant du couple. Il est le frère du roi Antoine de Navarre, et donc l'oncle du futur Henri IV.

### Première carrière militaire
Il fait ses premières armes sous les ordres du maréchal de Brissac en Piémont, où son dévouement et son ardeur sont remarqués. Revenu en France, il participe en 1552 à la conquête des Trois-Évêchés et à la défense de Metz. L'année suivante, il se distingue durant une campagne en Picardie. Pour le récompenser, le roi le place à la tête d'une compagnie d'ordonnance. En 1554, il prend part à la bataille de Renty, où il charge à la tête de ses gendarmes. En 1555, il retourne combattre en Italie, où il entre en conflit avec les Guise. Malgré ses services, il se voit refuser le gouvernement de Picardie, que son père et son frère avaient exercé. En 1557, il participe à la défense du royaume lors de l'invasion de la Champagne et de la Picardie par le duc de Savoie. Il participe aux prises de Calais et de Thionville. Malgré ses efforts, il reste aux marges de la faveur royale ; la charge de colonel général de l'infanterie par delà les monts qu'il reçoit en 1558, est bien modeste pour son rang.
Il manifeste assez tôt ses sympathies pour la Réforme protestante et se convertit secrètement sans doute à l'été 1558, influencé par son épouse Éléonore de Roye, fervente calviniste. Il s'impose alors comme chef naturel du parti huguenot en voie de construction.
Le 30 juin 1559 Henri II est blessé lors du tournoi en l'honneur du mariage de sa sœur, 
Louis est celui, avec Sancerre, Martigues, Guise et son frère le cardinal qui va le transporter à l'hôtel des Tournelles où il décéda quelques jours plus tard.

### Guerres de Religion
Après la mort d'Henri II, les mécontentements que lui font essuyer les Guise le jettent dans l’action violente. Il aurait été le capitaine muet de la conjuration d'Amboise (mars 1560), qu'il combat finalement pour donner le change. Suspecté par les Guise au pouvoir d'avoir fait partie des conjurés, Condé est assigné à demeure à la cour. S'il n'est pas arrêté, c'est que les Guise n'ont pas de preuve écrite de sa participation à la conjuration.
Réfugié chez son frère le roi de Navarre, il soutient activement le mouvement de sédition qui anime la province pendant l'été. L'arrestation de l'un de ses agents en possession de documents compromettants pousse le roi, le 31 octobre, à le faire arrêter. Certaines sources (protestantes) le présentent comme condamné à mort sans que cela soit établi. Son exécution aurait été ajournée par la maladie du roi qui meurt le 5 décembre. Avec le changement de gouvernement, il est libéré par Catherine de Médicis, qui a besoin du contrepoids que représente un prince du sang face aux Guise, après la mort du roi François II.

#### Première guerre
Après le massacre de Wassy le 1er mars 1562, il prend les armes. En avril, il publie un manifeste où il proclame sa volonté de délivrer la régente et le roi des Guise. Il obtient des promesses d’aide d’Allemagne, et s’empare de plusieurs villes de la vallée de la Loire avec une poignée de cavaliers. Les protestants prennent le contrôle de la vallée du Rhône, du Dauphiné, du Languedoc, de Lyon, dont il confie la garde à Soubise. Mais aucun renfort ne peut lui parvenir, ni de ces régions ni de Guyenne. Il perd la bataille de Dreux et y est fait prisonnier (1562). Il est libéré par la paix d'Amboise de 1563, qui octroie aux huguenots une certaine tolérance religieuse.

#### Deuxième guerre
En 1567, il tente d'enlever le roi et sa mère. Cet épisode, resté sous le nom de surprise de Meaux, fait reprendre la guerre entre les deux camps religieux. Le prince de Condé livre en novembre 1567 la bataille de Saint-Denis, qui reste indécise. Puis il assiège Chartres début 1568, en vain, ce qui se termine par une paix relative, la paix de Longjumeau, qui n'est en réalité qu'une trêve permettant aux deux camps de reconstituer leurs troupes.

#### Troisième guerre

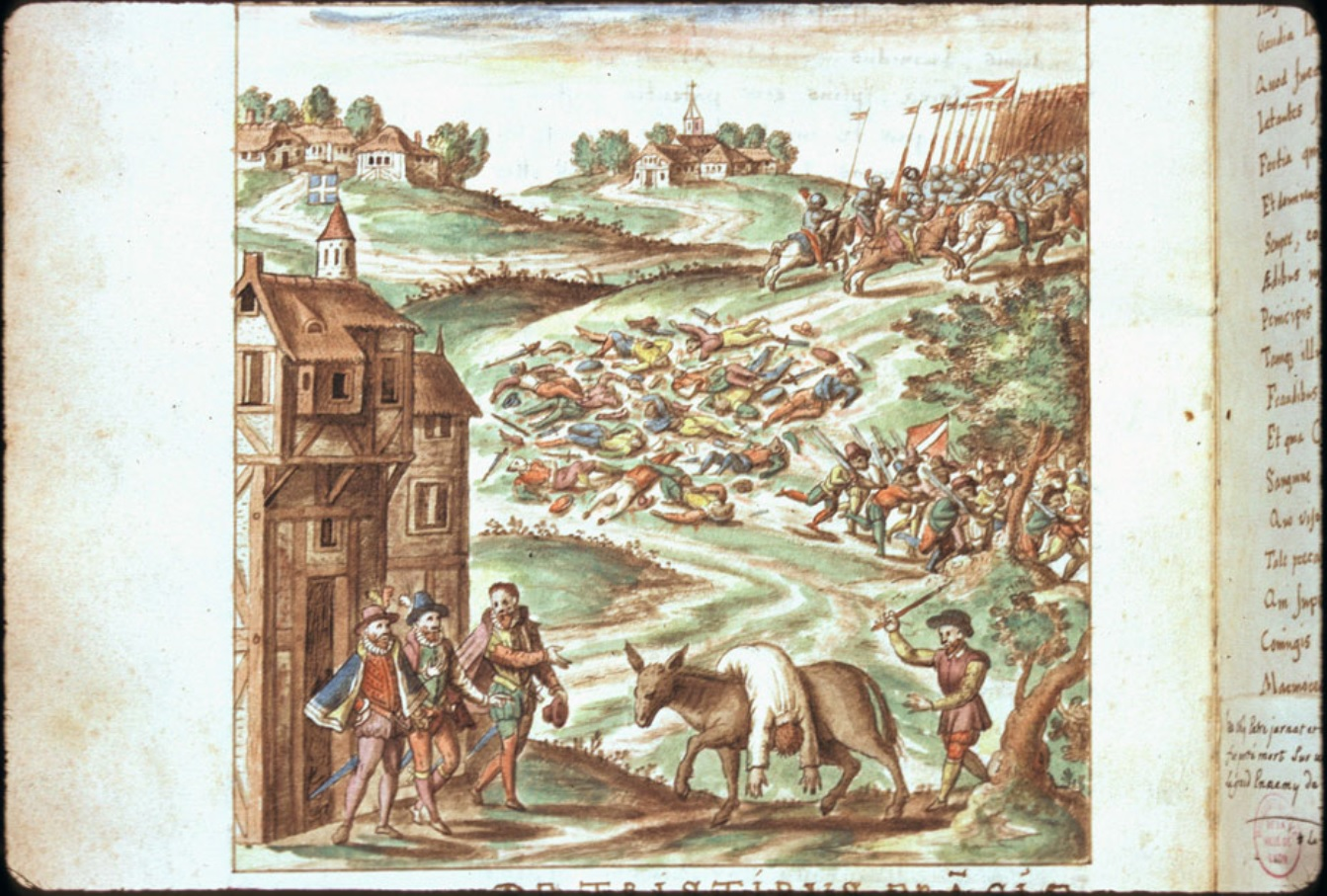
Bataille de Jarnac (au premier plan, le cadavre de Condé juché sur un âne).
Enluminure du manuscrit Carmen de tristibus Galliae, 1577, Bibliothèque municipale de Lyon, ms. 0156,.

Pendant la trêve qui suit la paix de Longjumeau, il se retire à Noyers. Il s’en échappe le 23 août, menacé par les troupes royales, et rejoint La Rochelle avec Coligny le 19 septembre. Ils y retrouvent Jeanne d'Albret et ses Gascons, accompagnée du sieur de Piles, de ses gentilshommes périgourdins, des cavaliers du sénéchal de Poitou Fonteraille, puis plus tard par le baron d’Acier.
L’affrontement avec l’armée royale a lieu le 13 mars 1569 à Jarnac. Blessé durant le combat, Condé tente de se rendre lorsqu'il est assassiné d'un coup de pistolet par Joseph-François de Montesquiou, capitaine des gardes du duc d'Anjou appelés les manteaux rouges. Promené sur une ânesse, son cadavre est l'objet des quolibets de l'armée catholique avant d'être exposé pendant deux jours sur une table au château de Jarnac.
Son corps fut ensuite remis au duc de Longueville qui le fit inhumer à Vendôme, dans la collégiale Saint-Georges de Vendôme, nécropole de ses ancêtres Bourbon.
Il est le premier de sa famille qu'on ait appelé M. le Prince.
Ses prétendues Mémoires sont une compilation de divers écrits relatifs à l'histoire des protestants de son temps.

## Mariages et descendance
Le 22 juin 1551, il épouse Éléonore de Roye (1535-1564) au château de Plessis-de-Roye (Oise). Elle est la fille de Charles de Roye (1510-1551), comte de Roucy et de Madeleine de Mailly, dame de Conti, fille de Louise de Montmorency, sœur du connétable Anne. Le 19 janvier 1551, à la mort de son père, elle est l'aînée de sa fratrie et hérite du comté de Roucy. De ce mariage naissent huit enfants :
- Henri Ier de Bourbon (1552-1588), prince de Condé
- Marguerite de Bourbon (1556 morte jeune)
- Charles de Bourbon (1557 mort jeune)
- François de Bourbon (1558-1614), prince de Conti
- Charles II de Bourbon (1562-1594), archevêque de Rouen et cardinal
- Louis de Bourbon (1562-1563)
- Madeleine de Bourbon (1563-1563)
- Catherine de Bourbon (1564 morte jeune)

Veuf en 1564, Louis de Condé épouse le 8 novembre 1565 au château de Vendôme Françoise d'Orléans-Longueville (1549-1601), fille du marquis François d’Orléans-Longueville et de Jacqueline de Rohan-Gyé. De son mariage sont issus trois enfants :
- Charles de Bourbon (1566-1612), comte de Soissons
- Louis de Bourbon (1567-1569)
- Benjamin de Bourbon (1569-1573)

Avant son remariage, Louis de Condé eut également une brève relation avec Isabelle de Limeuil, demoiselle d'honneur de la reine Catherine de Médicis, réputée avoir été un des fleurons du fameux "escadron volant".

## Dans les arts et la culture
- 2014-2015 : Dans la série Reign, il est interprété par l'acteur britannique Sean Teale.
- 2022 : Dans la série The Serpent Queen créée par Justin Haythe, il est interprété par Danny Kirrane (en).